# Lasius alienus
Lasius alienus es una especie de hormiga del género Lasius, tribu Lasiini, familia Formicidae. Fue descrita científicamente por Foerster en 1850.

## Distribución
Se distribuye por Canadá, Estados Unidos, Armenia, China, Georgia, India, Irán, Israel, Japón, Kazajistán, Kirguistán, Mongolia, Pakistán, Corea del Sur, Turquía, Turkmenistán, Albania, Andorra, Austria, Bielorrusia, Bélgica, Bulgaria, islas del Canal, República Checa, Dinamarca, Estonia, Finlandia, Francia, Alemania, Grecia, Hungría, Italia, Letonia, Lituania, Macedonia, Malta, Moldavia, Montenegro, Países Bajos, Polonia, Portugal, Rumania, Rusia, Eslovaquia, Eslovenia, España, Suecia, Suiza y Reino Unido.

## Hábitat
Habita debajo de rocas, en la basura, nidos bajo roca y en la hojarasca.